# Sven-Olov Sjödelius
Sven-Olov Sjödelius (Svärta, 13 juni 1933 - Nyköping, 29 maart 2018) was een Zweeds kanovaarder.
Sjödelius won in 1960 olympisch goud op de K-2 samen met Gert Fredriksson. Vier jaar later prolongeerde Sjödelius zijn Olympische titel, ditmaal samen met Gunnar Utterberg.

## Belangrijkste resultaten

### Olympische Zomerspelen
| Editie | Plaats | Resultaten              |
| ------ | ------ | ----------------------- |
| 1960   | Rome   | K-2 1000m HF K-1 4x500m |
| 1964   | Tokio  | K-2 1000m 5e K-4 1000m  |

### Wereldkampioenschappen vlakwater
| Jaar | Plaats     | Resultaten  |
| ---- | ---------- | ----------- |
| 1950 | Kopenhagen | K-4 1000 m  |
| 1958 | Praag      | K-1 4x500 m |
| 1963 | Jajce      | K-1 10000 m |

1936: Alfons Dorfner & Adolf Kainz ·
1948: Hans Berglund & Lennart Klingström ·
1952: Yrjö Hietanen & Kurt Wires ·
1956: Meinrad Miltenberger & Michel Scheuer ·
1960: Gert Fredriksson & Sven-Olov Sjödelius ·
1964: Sven-Olov Sjödelius & Gunnar Utterberg ·
1968: Vladimir Morozov & Aleksandr Sjaparenko ·
1972: Nikolai Gorbatsjov & Viktor Kratasjoek ·
1976: Sergej Nagorny & Vladimir Romanovski ·
1980: Vladimir Parfenovitsj & Sergej Tsjoechrai ·
1984: Hugh Fisher & Alwyn Morris ·
1988: Greg Barton & Norman Bellingham ·
1992: Kay Bluhm & Torsten Gutsche ·
1996: Antonio Rossi & Daniele Scarpa ·
2000: Beniamino Bonomi & Antonio Rossi ·
2004: Henrik Nilsson & Markus Oscarsson ·
2008: Martin Hollstein & Andreas Ihle ·
2012: Rudolf Dombi & Roland Kökény ·
2016: Marcus Groß & Max Rendschmidt ·
2020: Thomas Green & Jean van der Westhuyzen